# Caussiniojouls
Caussiniojouls (okzitanisch: Caussinuòjols) ist eine französische Gemeinde mit 168 Einwohnern (Stand: 1. Januar 2022) im Département Hérault in der Region Okzitanien. Sie gehört zum Arrondissement Béziers und zum Kanton Cazouls-lès-Béziers. Die Einwohner werden Caussiniojoulais genannt.

## Geographie
Die Gemeinde Caussiniojouls liegt in den südlichsten Ausläufern der Cevennen im Regionalen Naturpark Haut-Languedoc, etwa 22 Kilometer nordnordwestlich von Béziers. Umgeben wird Caussiniojouls von den Nachbargemeinden Faugères im Norden und Osten, Laurens im Südosten und Süden sowie Cabrerolles im Südwesten und Westen.

## Bevölkerungsentwicklung
| Jahr                       | 1962 | 1968 | 1975 | 1982 | 1990 | 1999 | 2006 | 2014 | 2020 |
| Einwohner                  | 157  | 155  | 154  | 152  | 121  | 117  | 120  | 121  | 156  |
| Quellen: Cassini und INSEE |      |      |      |      |      |      |      |      |      |

## Sehenswürdigkeiten

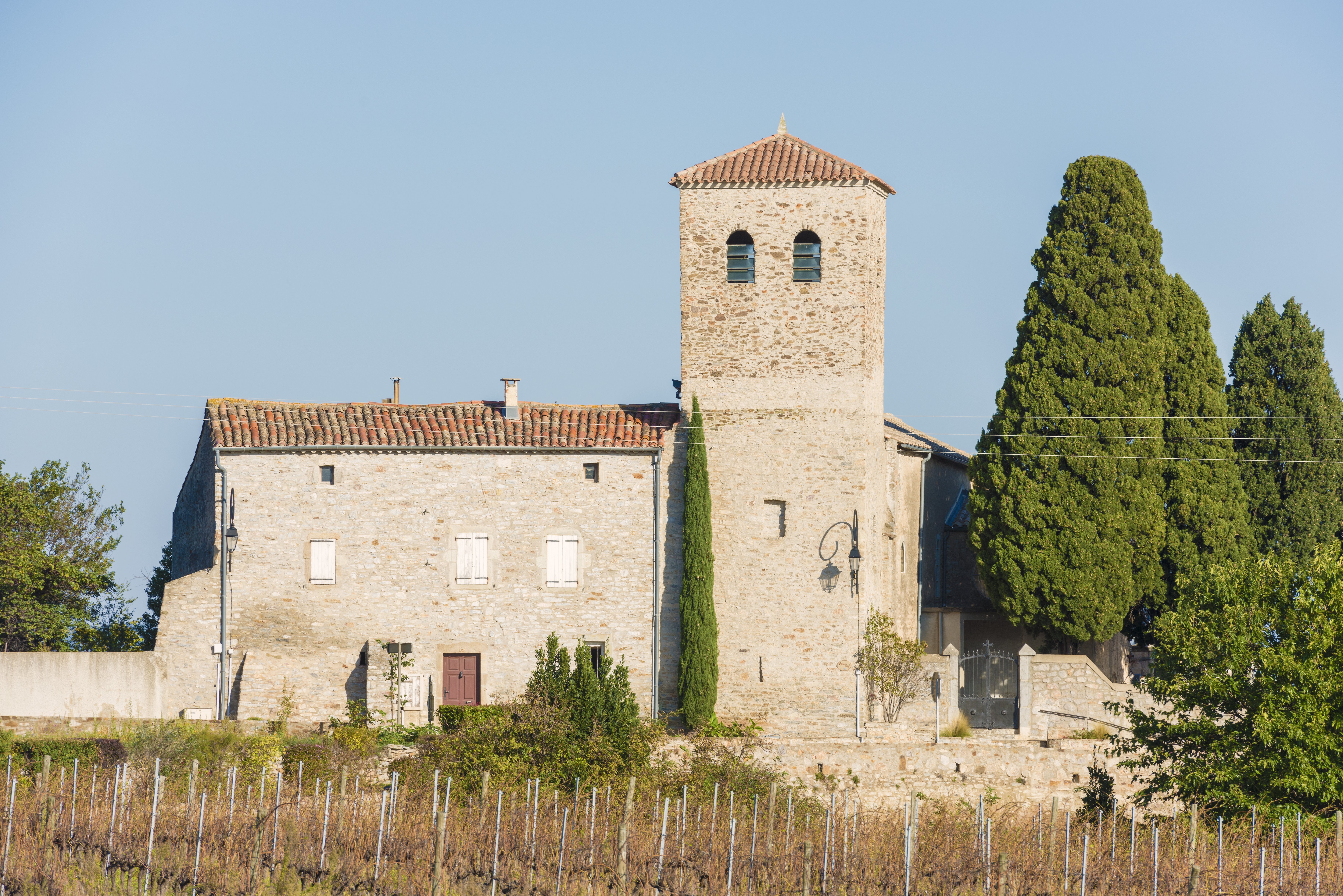
Kirche Saint-Étienne
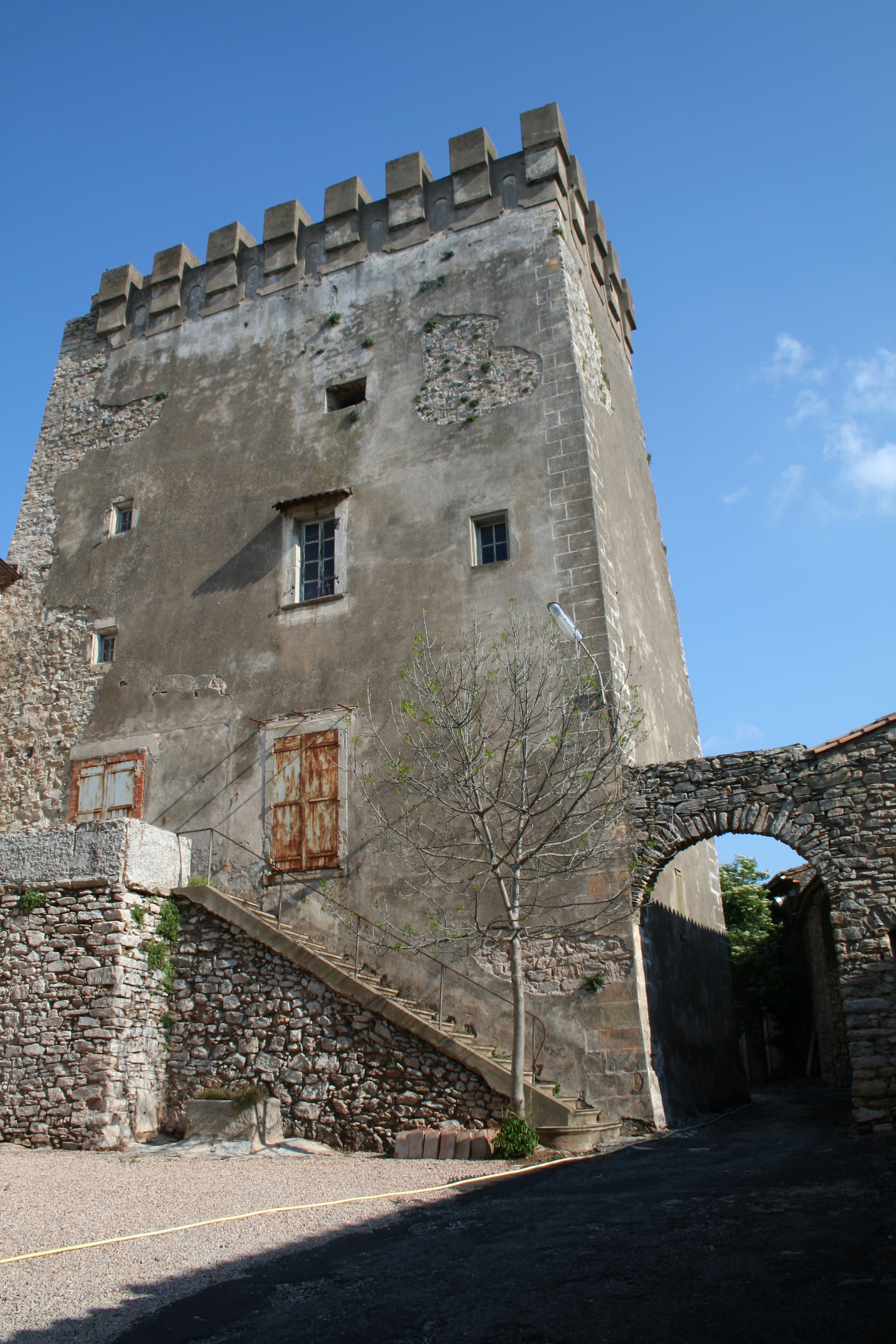
Donjon
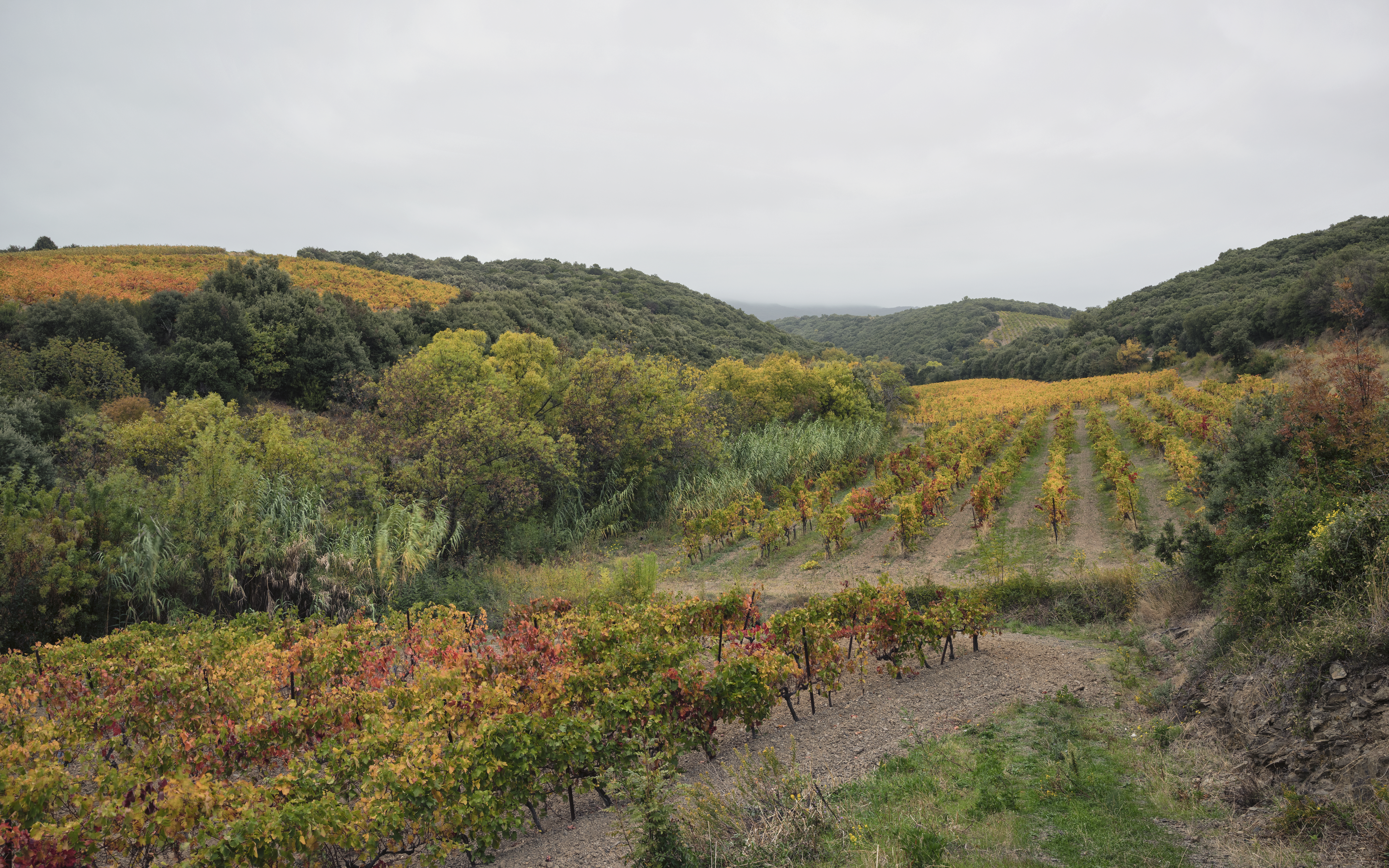
Weinreben in Caussiniojouls

- Kirche Saint-Étienne
- Donjon
- Weinreben in Caussiniojouls